# Gustav Muheim (Politiker, 1897)
Gustav Muheim (* 6. November 1897 in Altdorf UR; † 22. März 1979 in Lausanne, heimatberechtigt in Altdorf) war ein Schweizer Politiker (KVP) und Bundesrichter.

## Biografie
Gustav Muheim, Sohn des katholisch-konservativen Politikers Franz Muheim, nahm nach abgelegter Matura am Humanistischen Gymnasium in Altdorf ein Rechtsstudium an den Universitäten Bern und Lausanne auf, das er 1922 in Bern mit der Promotion zum Dr. iur. abschloss.
In der Folge war Gustav Muheim, nachdem er von der Landsgemeinde des Kantons Uri 1921 zum Landesfürsprech gewählt worden war, beruflich als Fürsprech und seit 1931 auch als Notar tätig. Zudem war er von 1940 bis 1951 als Vizepräsident der Urner Kantonalbank sowie von 1945 bis 1951 als Staatsanwalt eingesetzt. Am 27. September 1951 erfolgte seine Wahl zum Mitglied des Bundesgerichtes. Muheim – er wurde 1967 in den Ruhestand versetzt – präsidierte dort die Anklagekammer.
Seine politische Laufbahn begann Gustav Muheim 1923 als Mitglied des Gemeinderates von Altdorf, dem er bis 1935 angehörte, davon ab 1931 als Gemeindepräsident. 1928 wurde er in den Urner Landrat gewählt, in dem er bis 1948 vertreten war, davon zwischen 1936 und 1937 auch als Präsident. Für seinen Kanton nahm er von 1945 bis 1951 Einsitz in den Ständerat.
Gustav Muheim erwarb sich besondere Verdienste um die Überwindung der Ursner Stauseekrise. Sein Nachlass befindet sich im Staatsarchiv Uri. Er war seit 1945 mit Elsbeth, Tochter des Landwirts David Zogg, verheiratet.